# テジョン・フィルハーモニック管弦楽団
テジョン・フィルハーモニック管弦楽団（テジョン・フィルハーモニックかんげんがくだん、朝鮮語: 대전시립교향악단、 英語: Daejeon Philharmonic Orchestra）は、韓国のテジョン（大田広域市）を拠点として活動するオーケストラ。

## 概要
1984年に創設、本拠地はテジョン・アーツ・カルチャー・センター内のホール。「マイスター・シリーズ」「ディスカバリー・シリーズ」「チェンバー・シリーズ」など多彩な活動を展開。2004年アメリカツアー、2005年と2015年には、日本での「アジア・オーケストラ・ウィーク」出演、2012年ヨーロッパツアーなど国際的な活動も行う。

## 歴代音楽監督
- ジュン・ドゥユン(1991-1995)
- アン・ジュヨン(1996-1997)
- ガム・ナンセ(1998-1999)
- ハム・シンイク(2001-2006)
- エドモント・コロマ―(2007-2009)
- チャン・ユンソン(2009-2010)
- クム・ノサン(2011-2015)
- ジェームズ・ジャッド(2016-2022)[3]
- ジャギョン・イオ(2023- )[4]

## 外部サイト
- Daejeon Philharmonic Orchestra- 公式ウェブサイト